# Fobia specifica
Una fobia specifica, chiamata anche fobia semplice, è un termine generico per qualsiasi tipo di disturbo caratterizzato da una irrazionale e fortissima risposta di paura in coincidenza con l'esposizione a specifici oggetti o situazioni, nonché una tendenza ad evitare ostinatamente e sistematicamente gli oggetti o le situazioni temute. Quindi, la fobia semplice o specifica comprende sia la reazione di paura in presenza (o nell'attesa) di particolari oggetti e situazioni, sia un comportamento di evitamento del contatto diretto con gli oggetti o le situazioni stesse.
Il soggetto che ne soffre talvolta non è in grado di rappresentarsi e immaginare le situazioni o le cose temute se non per pochi attimi e può temere anche di nominarle. La paura può essere attivata sia dalla presenza che da tracce che anticipano la presenza dell'oggetto o della situazione che crea disagio.
Tuttavia, gli adulti in generale sono in grado di riconoscere che tali reazioni non hanno una base ragionevole, pur non essendo in grado di controllarla.